# Tangara glauque
Thraupis glaucocolpa
Espèce
Statut de conservation UICN

 LC  : Préoccupation mineure
Le Tangara glauque (Thraupis glaucocolpa), aussi appelé Tangara à ventre blanc, est une espèce de passereau appartenant à la famille des Thraupidae. Il est endémique du continent américain.

## Répartition
Cet oiseau vit en Colombie et au Venezuela.

## Habitat
Son cadre naturel de vie est les forêts humides des plaines subtropicales ou tropicales et des forêts anciennes fortement dégradées.

## Sous-espèces
C'est une espèce monotypique.